# Graciela Pisonero
Graciela Pisonero Castro (ur. 3 sierpnia 1982 w Gijón) – hiszpańska żeglarka sportowa startująca w klasie Yngling, dwukrotna olimpijka.

## Kariera sportowa
Początkowo pływała w załodze trzyosobowej z Mónicą Azón oraz Mariną Sanchez, następnie od 2006 r. z siostrami Mónicą i Sandrą Azón.
Na arenie międzynarodowej debiutowała w 2003 r., zajmując 22. miejsce na mistrzostwach świata w żeglarstwie w Cadiz.
W 2006 r. zdobyła złote medale na mistrzostwach Europy w Medembliku (w klasie Yngling) oraz na mistrzostwach świata w klasie Yngling.
Dwukrotnie brała udział w igrzyskach olimpijskich – w 2004 w Atenach, zajmując 12. miejsce, oraz w 2008 w Pekinie, gdzie zajęła 14. miejsce.